# Václav z Vartenberka
Václav z Vartenberka též uváděn jako Václav z Blanska († mezi lety 1405–1407) byl český šlechtic z děčínské větve pánů z Vartenberka. Sídlil v severozápadních Čechách na hradě Blansko. Na přelomu 14. a 15. století stál v bojích s míšeňským markrabětem Vilémem na straně české šlechty a jako člen panské jednoty se postavil proti králi Václavovi IV.

## Rodina
Datum Václavova narození je neznámé. Jeho otcem byl Jan Gast, pán na Děčíně, který zemřel před rokem 1383. Měl bratry Beneše a Jana, z nichž druhý zdědil děčínské panství.
Oženil se s Markétou, která podle německých historiků pocházela z rytířského rodu z Lungvic. Podle Rudolfa Anděla měl jediného syna zvaného Jan Blankenštejn, jeho původ však není blíže známý. Jan Blankenštejn hypoteticky mohl být také nejmladším bratrem Zikmunda Děčínského z Vartenberka, ale mohl pocházet i z ralské větve rodu.

## Život
Po roce 1399 Václav podporoval pány z Donína v tzv. donínské válce, tj. v drobném konfliktu s míšeňským markrabětem Vilémem, který se snažil využít oslabení postavení Václava IV. k posílení svého vlivu v Čechách. V roce 1402 Václav navštívil zemský sněm v Praze, kde stál na straně panské jednoty proti králi Václavovi IV. S velkou pravděpodobností se téhož roku zúčastnil bitvy u Mostu, ve které bojoval na straně Zikmunda Lucemburského proti Prokopovi Lucemburskému. Za svou podporu dostal od Zikmunda dlužní úpis na 500 zlatých. V roce 1405 se Václav dohodl s míšeňským markrabětem Vilémem, vydal se pod jeho ochranu a svůj hrad Blansko otevřel Vilémově posádce.
Václav z Vartenberka zemřel v době mezi koncem roku 1405 až jarem 1407. Ještě v listopadu 1405 vedl spor s proboštem Vilémem Zajícem, ale v květnu roku 1407 byla jeho manželka Markéta při výkonu patronátního práva k nakléřovskému kostelu označena jako vdova po Václavovi z Blanska.

## Majetek
Hlavním Václavovým sídlem byl hrad Blansko, byť není jisté, zda jej koupil nebo založil. Předpokládá se však, že hrad založili Vartenberkové jako hraniční pevnost svého panství a jako sídlo právě pro Václava. Poprvé je hrad ve Václavově predikátu uveden v roce 1398. Po otci zdědil část děčínského panství a časem je rozšířil o statky, které získal od Lungviců. Byly to vsi Nakléřov, Veselí, Kamenice a Mojžíř, včetně tamního hradu.